# Elbi
Elbi is een dorp in de Estlandse gemeente Tori, provincie Pärnumaa. De plaats heeft de status van dorp (Estisch: küla).
In het dorp bevindt zich het station Tootsi aan de spoorlijn van Tallinn naar Pärnu, die in 2018 gesloten is.

## Bevolking
Het dorp had 2 inwoners op 31 december 2011 en 4 inwoners op 31 december 2021.